# Předseda vlády Indie
Předseda vlády Indie (hindsky भारत का प्रधानमन्त्री, Bhárat ké pradhánmantrí) je hlavou vlády Indické republiky. Výkonná moc náleží předsedovi vlády a jím vybrané vládě (Rada ministrů), přestože nominální hlavou výkonné moci je prezident. Předseda vlády je často vůdcem strany nebo koalice, která má většinu v dolní komoře parlamentu, Sněmovně lidu, která je hlavním zákonodárným orgánem v Indické republice.
Předsedu vlády jmenuje prezident; předseda vlády však musí mít důvěru většiny poslanců Sněmovny lidu, kteří jsou voleni každých pět let v přímých volbách, jinak předseda vlády odstoupí. Předseda vlády může být poslancem Shromáždění lidu nebo Sněmovny států, horní komory parlamentu. Předseda vlády kontroluje výběr a odvolávání členů vlády; a přidělování postů členům ve vládě.
Nejdéle sloužícím premiérem byl Džaváharlál Néhrú, který byl zároveň prvním předsedou vlády a jehož funkční období trvalo 16 let a 286 dní. Po něm následovalo krátké premiérské období Lál Bahádura Šastrího a 11 a 4 roky trvající funkční období Indiry Gándhíové. Po zavraždění Indiry Gándhíové se vlády ujal její syn Rádžív Gándhí, a to až do roku 1989, kdy začalo desetiletí s šesti nestabilními vládami. Následovala celá funkční období Atala Bihárího Vádžpejího, Manmóhana Singha a Naréndry Módího. Módí je čtrnáctým a současným předsedou vlády, ve funkci je od 26. května 2014.

## Po skončení funkčního období
Bývalí předsedové vlád mají nárok na bungalov a na stejné zázemí, jaké mají ministři ve funkci, včetně čtrnáctičlenného sekretariátu, po dobu pěti let, na náhradu výdajů na úřad, na šest vnitrostátních letenek ročně a na bezpečnostní ochranu ze strany ozbrojených sil a policie stanovenou zákonem.
Kromě toho jsou bývalí předsedové vlád na sedmém místě indického žebříčku precedence. Jako bývalý poslanec parlamentu pobírá předseda vlády po odchodu z funkce rovněž důchod. V roce 2015 pobíral bývalý poslanec parlamentu minimální důchod ve výši 20 000 ₹ (přibližně 5 700 Kč) měsíčně, plus – pokud byl poslancem déle než pět let – 1 500 ₹ (přibližně 430 Kč) za každý odsloužený rok.
Někteří předsedové vlád udělali významnou kariéru i po skončení svého mandátu, například H. D. Dévé Gauda, který zůstal poslancem Sněmovny lidu až do roku 2019, a Manmóhan Singh, který je nadále poslancem Sněmovny států.

### Smrt
Předsedové vlád mají státní pohřeb. Je zvykem, že státy a svazová teritoria vyhlašují při příležitosti úmrtí bývalého předsedy vlády den smutku.

### Připomínka

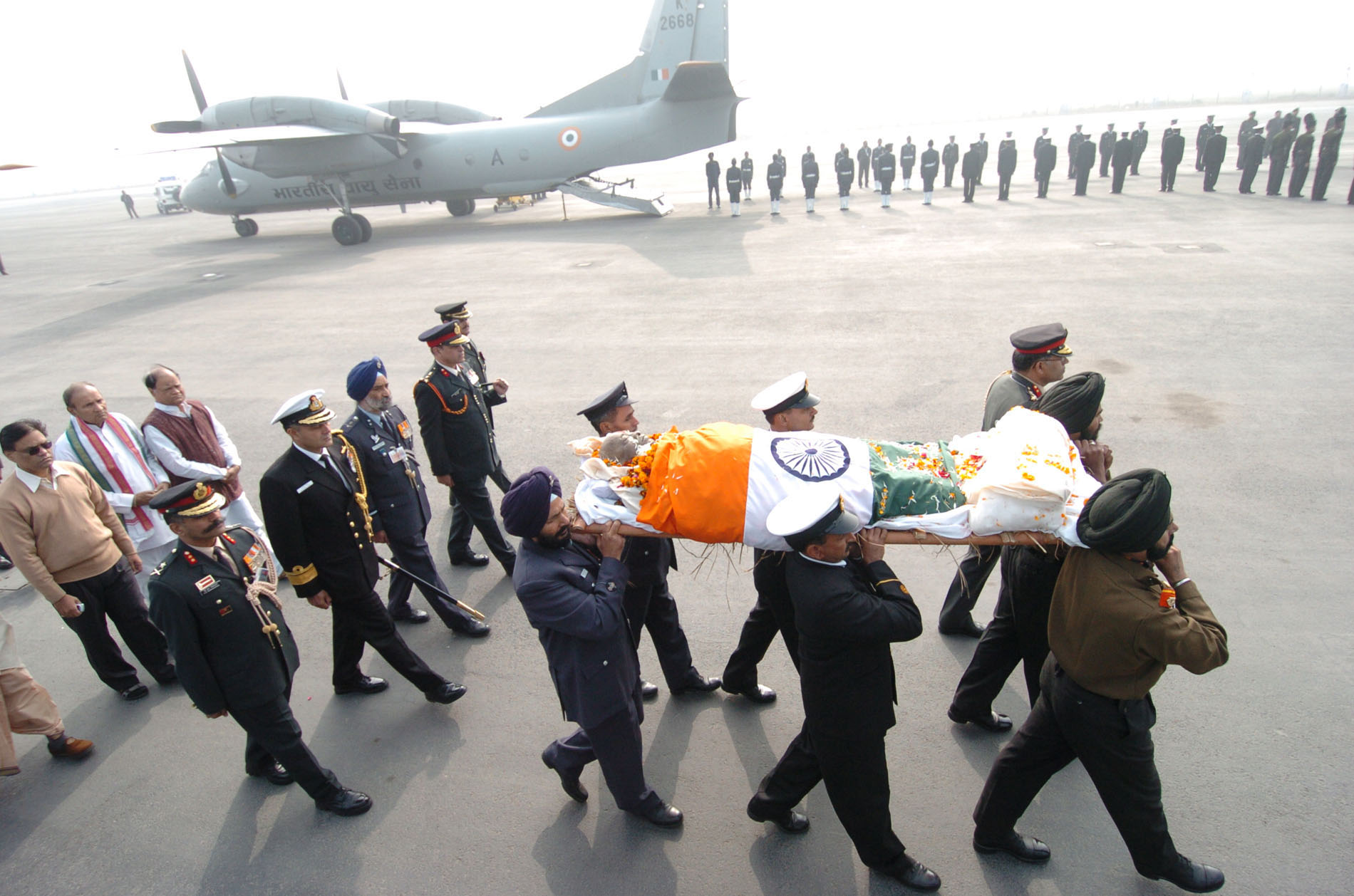
Tělo zesnulého premiéra P. V. Narasimhy Raoa, zahalené do vlajky Indické republiky, nesené příslušníky armády, námořnictva a letectva na letišti v Dillí na cestě do Hajdarábádu ke kremaci (24. prosinec 2004)

Po indických předsedech vlád je pojmenováno několik institucí. Datum narození Džaváharlála Néhrúa se v Indii slaví jako den dětí. Předsedové vlád jsou také připomínáni na poštovních známkách několika zemí.